# Джейсон Корт
Джейсон Корт (нім. Jason Court; 6 вересня 1963) — американський актор і винороб, найбільш відомий за роллю Кайла Катарна у відеогрі «Star Wars: Jedi Knight: Dark Forces II» (1997)

## Біографія
Першими зйомками в житті майбутнього актора стали рекламні ролики дитячого одягу, де Корт знімався ще дитиною зі своєю матір'ю-моделлю. Повноцінну кар'єру Корт почав в 1984 році, знімаючись в епізодичних ролях в різних серіалах. Серед акторських робіт Джейсона Корта такі телесеріали як «Вгору за течією» (1984), «Грендв'ю, США» (1984), «Одна ніч з життя Джиммі Рірдона» (1988), «Щоденники Червоної Туфельки» (1994), «Діагноз: убивство» (1995), «Шовкові сіті» (1995) (в двох останніх серіалах так само знімалася Анджела Гаррі, яка зіграла Джен Орс в Star Wars: Jedi Knight: Dark Forces II)
У 1997 році Корт був запрошений зіграти роль джедая Кайла Катарна в кат-сценах за участю живих акторів для відеогри «Star Wars: Jedi Knight: Dark Forces II». Дана роль стала знаковою в кар'єрі Корта, всі наступні появи Кайла Катарна в різних джерелах Розширеного всесвіту «Зоряних воєн» спиралися на образ актора. За спогадами актора, на зйомки кат-сцен пішло кілька тижнів, після чого Корт записував не лише репліки, а й різні звуки для свого персонажа. Актор залишився задоволений участю в проекті з всесвіту «Зоряних воєн» і сам пройшов гру, проте за подальшим розвитком свого героя в Розширеному всесвіті не стежив.
У 1999 році Джейсон Корт взяв участь в озвучуванні гри «Septerra Core: Legacy of the Creator», після чого завершив акторську кар'єру і зайнявся виноробством. У 2002 році Корт зібрав перший урожай, а в 2008 році випустив власну марку вина — «Evidence». У 2019 Корт ненадовго повернувся в кіно, зігравши епізодичну роль у фільмі Кирила Міхановського «Гів Мі Ліберті».

## Особисте життя
Крім виноробства, яке є найбільшим захопленням Джейсона Корта і його бізнесом, колишній актор подорожує світом і знімає відеоблог про подорожі.